# وزارة الطاقة والنفط (السودان)
وزارة الطاقة والنفط هي الجهة الحكومية المسؤولة عن  الإشراف على جميع الأنشطة المتعلقة بقطاعي النفط والغاز في السودان. وتتبع لها مباشرة الشركات النفط الحكومية العاملة في هذا القطاع.

## وصلات خارجية
موقع وزارة الطاقة والنفط السودانية